# 42nd Street – Port Authority Bus Terminal
42nd Street – Port Authority Bus Terminal – stacja metra nowojorskiego, na linii A, C i E. Znajduje się w dzielnicy Manhattan, w Nowym Jorku i zlokalizowana jest pomiędzy stacjami 50th Street i 34th Street – Penn Station. Została otwarta 10 września 1932.